# Cryptotriton necopinus
Cryptotriton necopinus é uma espécie de anfíbio caudados da família Plethodontidae. Está presente nas Honduras. A UICN classificou-a como em perigo de extinção.